# She Bangs the Drums
"She Bangs the Drums" é uma canção da banda britânica The Stone Roses. Foi lançada como segundo single de seu álbum de estreia autointitulado (1989). Foi o primeiro single do grupo a ficar entre as 40 principais posições, chegando ao número 34 no Reino Unido em julho de 1989.
Em maio de 2007, a revista NME colocou "She Bangs the Drums" na 12.ª posição na lista dos "50 maiores hinos indie de todos". A faixa também ficou em 26° lugar na lista dos "100 maiores singles alternativos da década de 1980" da revista PopMatters.

## Posição nas paradas musicais
| Parada (1989–1990)                             | Melhor posição |
| ---------------------------------------------- | -------------- |
| Reino Unido (UK Singles Chart)                 | 34             |
| Estados Unidos (Billboard Alternative Airplay) | 9              |

## Certificações
| Região            | Certificação | Vendas   |
| ----------------- | ------------ | -------- |
| Reino Unido (BPI) | Platina      | 600,000^ |